# Novak (prezime)
Prezime Novak izvedeno je iz reči novak — novi doseljenik, novonaseljen ili regrut u vojnoj službi.
Novak je najčešće prezime u Češkoj i Slovačkoj. Na prostorima bivše Jugoslavije prezime Novak nose katolički Hrvati i Slovenci kao i pravoslavni Srbi. Najviše Hrvata sa ovim prezimenom rodjeno je u Čakovcu, a prema nekim izvorima i na ostrvu Hvaru, zatim u Prologu i Tolovcu, opština Prozor, Bosna i Hercegovina. Takodje prezime Novak nose i Srbi iz Otišića, 66 km severno od Splita i slave slavu Svetog Jovana Krstitelja i Svetog Filipa. U Hrvatskoj danas živi oko jedanaest hiljada Novaka u oko četiri hiljade domaćinstava. Prezime Novak je na petom mestu po čestosti pojavljivanja u populaciji Republike Hrvatske. Sredinom prošlog veka bilo ih je približno deset hiljada, pa se njihov broj do danas samo neznatno povećao.
Novaci su prisutni u svim hrvatskim županijama, u ukupno 311 opština i 722 naselja, podjednako u gradskim i seoskim područjima. Danas ih najviše živi u Zagrebu (1700), Čakovcu (850), u Nedelišću (350) i Lopatincu (350) kraj Čakovca, te u Varaždinu (300). Novaci takodje žive u Beogradu i Novom Sadu (Srbija), te u Bosanskoj Krajini, Federacija BiH i Republici Srpskoj (Bosna i Hercegovina).

## Poznate ličnosti
- Anatol Novak (1937–2022), francuski biciklista;
- Viteslav Novak (1870–1949), češki kompozitor;
- Gabi Novak (1936–), jugoslovenska i hrvatska pevačica;
- Grigorij Novak (1919–1980), sovjetski dizač tegova;
- Džoni Novak (1969–), slovenački fudbaler;
- Deže Novak (1939–2014), mađarski fudbaler;
- Eva Novak (1930–2005), mađarska plivačica;
- Eduard Novak (1946–2010), češki hokejaš na ledu;
- Ilona Novak (1925–2019), mađarska plivačica;
- Jan Novak, više osoba;
- Jirži Novak, više osoba;
- Kim Novak (1933–), američka glumica;
- Ljudmila Novak (1959–), slovačka političarka;
- Robert Novak (1931–2009), američki novinar i kolumnista;
- Ferenc Novak (1969–), mađarski veslač kanua;
- Stiv Novak (1983–), američki košarkaš;
- Helga Novak (1935–2013), nemačka spisateljica;
- Džejn Novak (1896–1990), američka glumica.